# Carnaval en Ecuador

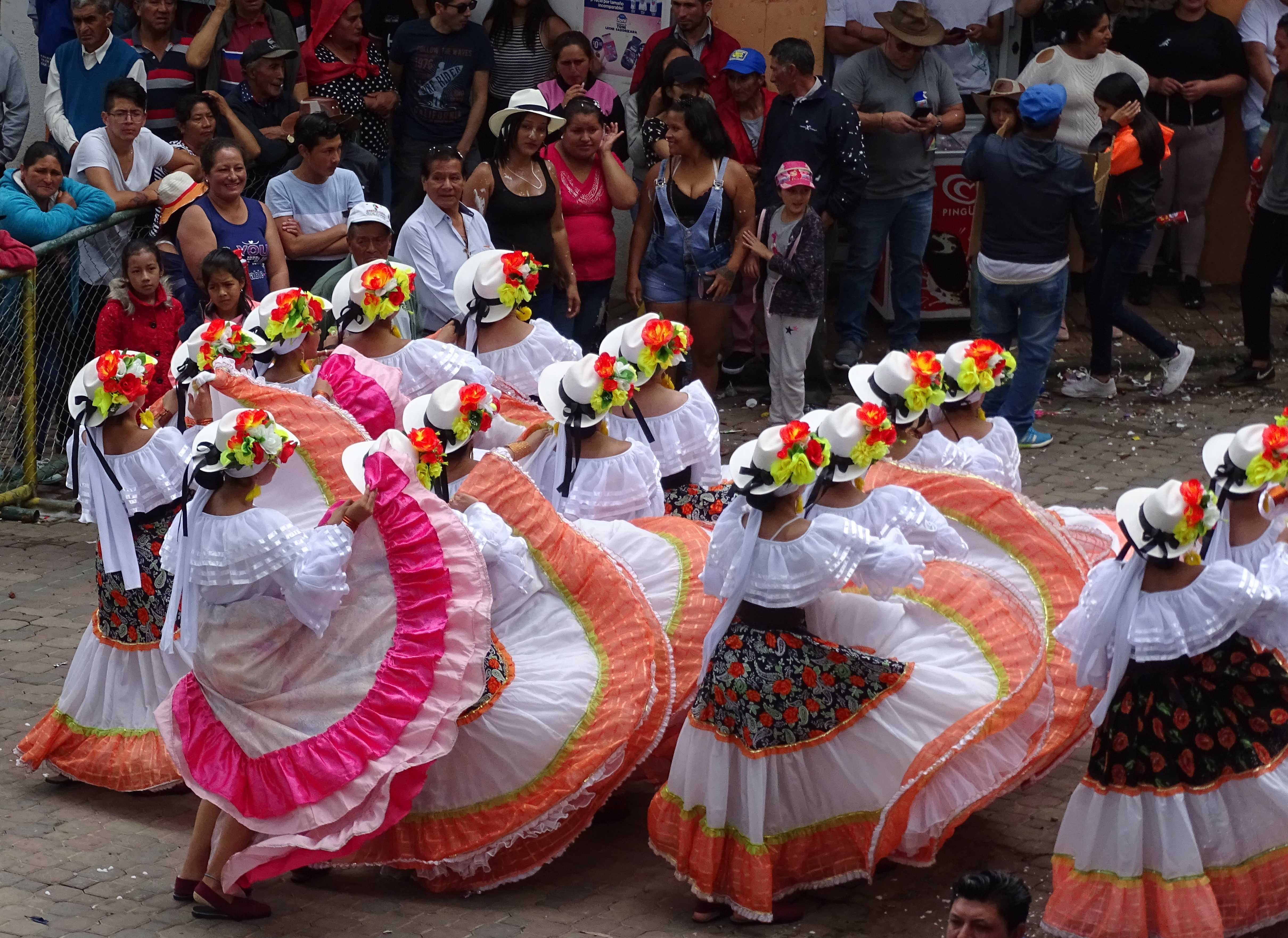
Desfiles con bailes por carnaval

El Carnaval en Ecuador es muy cultural y se celebra con agua, espuma de carnaval, talco, huevos y harina para pintarse la cara o cualquier tipo de pintura vegetal. Son famosas las coplas del carnaval con frases de humor y picarescas que se canta en grupos. 

## Descripción
Es famosa la celebración del carnaval de Guaranda, capital de la Provincia Bolívar, a donde llegan desde la misma sierra y la costa ecuatoriana por encontrarse en medio del Ecuador. Se bebe el típico licor de la zona, el "pájaro azul". Existe un desfile de carros alegóricos, identificando diversos temas y la mayoría de comparsas baila el tradicional himno carnavalero llamado "El carnaval de Guaranda", se ha organizado en esta provincia la fiesta principal del carnaval de cada pueblo un día diferente, así el Jueves en Chillanes, el viernes en San Miguel de Bolívar, el sábado en San José de Chimbo, el domingo en Guaranda. Una celebración similar es la que se lleva a cabo en Guano, más conocida como la capital artesanal del Ecuador ubicada a 15 minutos de la ciudad de Riobamba queda en la provincia de Chimborazo, en el cantón se celebra desde el sábado de carnaval por la noche con el concurso de bandas de pueblo, al día siguiente los corsos en el barrio Santa Teresita y por la noche la Rondalia, el lunes de carnaval en el cantón Guano es el gran corso de carnaval siendo esta la mayor atracción y por la noche se disfruta de juegos pirotécnicos y de artistas de renombre nacional e internacional, de igual manera en Ambato, tierra de las flores y de las frutas, donde las características, son las comparsas culturales, se llevan a cabo desfiles de carros alegóricos, decorados con flores y frutas de la zona y llegan delegaciones de otros países para desfilar en él.

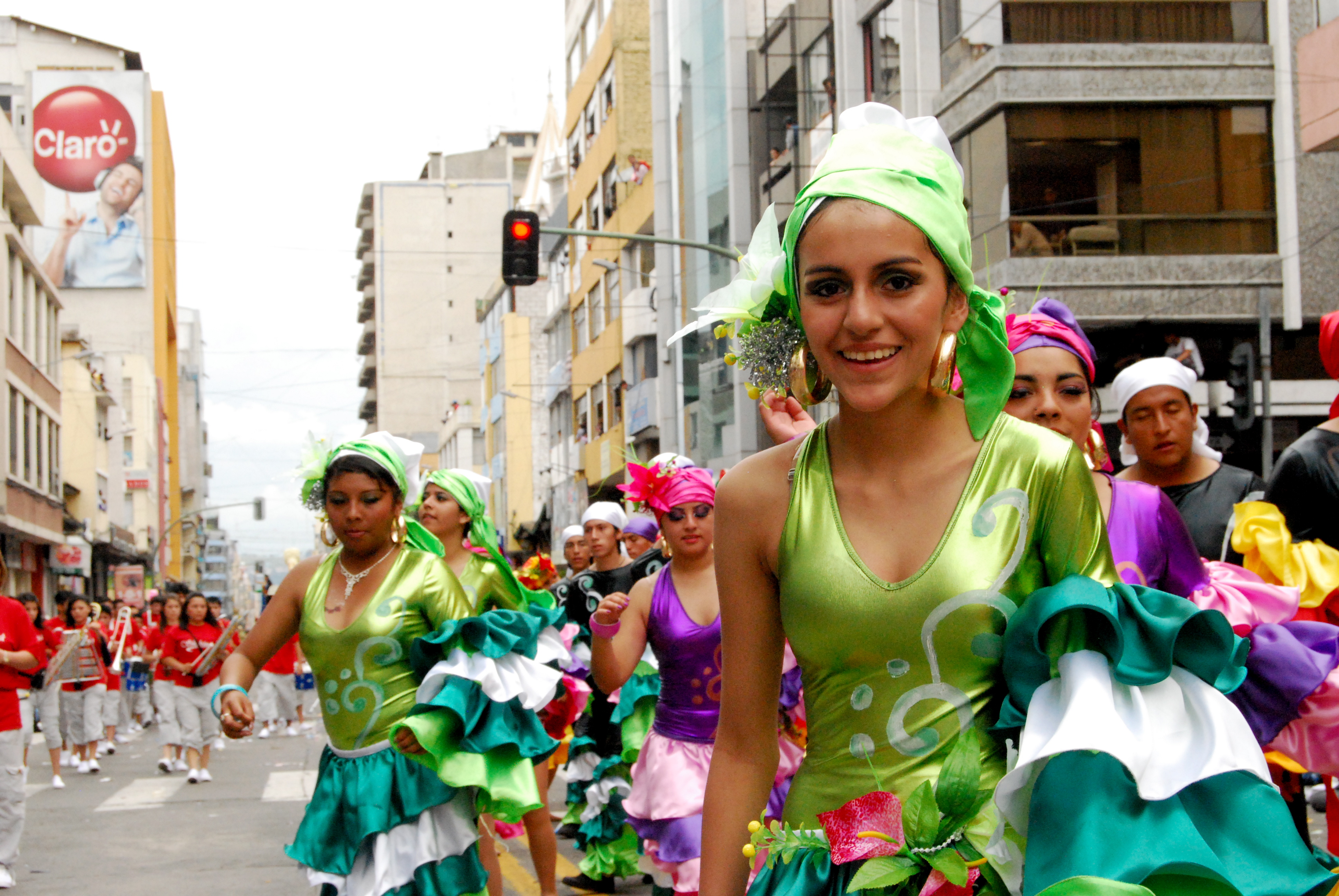
Desfile de Carnaval, Ambato

En Chimborazo se celebra el carnaval en varios poblados, destaca por su fuerza el de Guamote y por su turismo y eventos el de Guano y Riobamba, en donde se realiza el festival de bandas de pueblo el sábado, el domingo el desfile nocturno de comparsas, llamado Rondalia y el lunes el gran corso de carnaval en el cual se juega con tintas, harina, huevos, polvo y agua acompañados por el canto de las coplas del carnaval.
En la parte sur del país, especialmente en las provincias de Azuay y Cañar, también se utiliza el agua y algunos otros elementos como la harina en una especie de guerras, normalmente entre familiares y conocidos. Además también existen varios espectáculos públicos y privados. El plato típico de esta festividad en Cuenca es el mote pata. Sin embargo en esta zona, esta fecha también es aprovechada por muchos para irse de vacaciones a otras partes del país, razón por la cual, en la ciudad de Cuenca, la más poblada de la zona, la cantidad de transeúntes y vehículos disminuye considerablemente. La celebración gastronómica azuaya en carnaval tiene una gran importancia, con el cerdo como elemento culinario preponderante, en la que el Mote pata es el propio plato de la festividad.
En la costa la celebración además del agua, la espuma y globos también se une las celebraciones culturales de la zona como en Esmeraldas donde se realizan festivales internacionales de culturas afroamericanas en lugares como "La calle 8" y el Balneario las Palmas. Esta celebración tiene muy buena acogida por toda la población, tanto es así que en cada una de las ciudades se ofrecen hermosos y culturales espectáculos.
En Guayaquil la municipalidad lo ha promovido como un festival de cultura; organizan actividades diversas buscando hacer de esta fiesta un acontecimiento turístico y cultural de gran envergadura. Espectáculos artísticos, desfiles de carros alegóricos, comparsas, entre otras actividades han hecho que la imagen del carnaval con juegos con agua, tinta, harina y aceite se vaya desvaneciendo, buscando convertirlo en un evento distinto que durante 4 días inunda las calles de la ciudad con música y diversión.
En Quito, la capital del Ecuador, se realiza desde 2018, el Carnaval de Quito, gracias a la iniciativa de la Alcaldía de Quito, se ha promovido como un festival de cultura. Actividades diversas que involucran a niños, jóvenes y adultos, han hecho que esta fiesta se constituya en un acontecimiento turístico y cultural de gran envergadura en la ciudad. Shows artísticos, Desfiles con carros alegóricos, comparsas, entre otras muchas actividades, han hecho que la imagen del carnaval sea con juegos con agua, tinta, harina y aceite, se vaya desvaneciendo, para convertirlo en un evento lleno de colorido y cargado de tradición, que durante 4 días inunda las calles de la ciudad con mucho ritmo y diversión. Además, muchos de los capitalinos aprovechan estas fechas para visitar otros lugares del país, especialmente la costa y la amazonía.
En Latacunga se Celebra el Carnaval de varias maneras, el carnaval tradicional con agua, harina y espumante donde se moja a las personas por varios días en casi toda la ciudad, el carnaval con celebraciones religiosas que se lo realiza en el barrio La Laguna y el carnaval festivo que se lo realiza por las calles céntricas de Latacunga con desfile de comparsas, carros alegóricos y disfrazados con motivos carnavalescos y culturales.